# Castello di Grondola
Il castello di Grondola o torre di Grondola è una postazione difensiva di Grondola, frazione di Pontremoli, in provincia di Massa-Carrara. antico edificio strategico nato per controllare uno dei più importanti accessi alla val di Magra.

## Storia e descrizione
Della fortificazione si hanno notizie già nel 1195, quando Alberto Malaspina fu obbligato a vendere il "podio" di Grondola ai Piacentini, ricevendolo poi in feudo secondo una forma di vassallaggio. Nel 1241 Grondola passò sotto il comune di Pontremoli che costruì il vero e proprio castello. Le fonti scritte documentano che nel "1273 Pontremolesi e Parmigiani costruirono una torre da opporre ai Piacentini che furono già possessori del castello".
Conteso fra i Malaspina ed i comuni di Pontremoli, Piacenza e Parma, il castello di Grondola fu al centro di secolari lotte a causa dell'importanza strategica che poteva esercitare sulla viabilità transappenninica.
Il castello conserva le forme architettoniche medievali con una struttura semplice composta da una grande torre a base quadrangolare la cui tecnica costruttiva ci permette di attribuire l'opera alla seconda metà del secolo XIII.
L'abbandono della struttura nel XVI secolo, ha risparmiato al castello i rifacimenti che caratterizzano la maggior parte di questi edifici della provincia.